# Джа Джедже, Франк
Франк Джа Джедже (фр. Franck Dja Djédjé; 2 июня 1986, Абиджан, Кот-д’Ивуар) — французский и ивуарийский футболист, нападающий.

## Карьера

### Клубная
Воспитанник футбольной школы «Пари Сен-Жермен». Выступал во французских командах: «Пари Сен-Жермен», «Брест», «Гренобль», «Страсбур», «Ванн», «Арль-Авиньон», «Ницца». С августа 2012 года — в «Черноморце». 3 марта 2014 года покинул клуб. В 2014 играл за норвежский Сарпсборг 08.
2 сентября в качестве свободного агента подписал контракт с минским «Динамо», который был рассчитан до конца сезона с возможностью продления. Во всех турнирах за минский клуб Франк отыграл 13 матчей и забил 3 гола. На групповом этапе Лиги Европы принял участие в 6 встречах, голов не забил.
6 января стало известно о подписании контракта с шотландским «Хибернианом». Срок контракта составлял 18 месяцев.

### В сборной
Защищал цвета юношеских и молодёжной сборных Франции. Выступал на Олимпиаде-2008 за сборную Кот-д’Ивуара.

## Личная жизнь
Имеет младшего брата Брайса, он также профессиональный футболист, воспитанник столичного «Пари Сен-Жермен», который выступал за «Олимпик» (Марсель).

## Достижения
- Финалист Кубка Украины (1): 2012/13
- Чемпион Европы (до 19): 2005
- Серебряный призёр Чемпионата Беларуси: 2014